# Теллурид лютеция
Теллурид лютеция — бинарное неорганическое соединение
лютеция и теллура с формулой Lu2Te3,
кристаллы.

## Получение
- Постепенное нагревание стехиометрических количеств чистых веществ:

{\displaystyle {\mathsf {2Lu+3Te\ {\xrightarrow {500-1000^{o}C}}\ Lu_{2}Te_{3}}}}

## Физические свойства
Теллурид лютеция образует кристаллы.